# Юрковский, Фёдор Николаевич
Фёдор Никола́евич Юрко́вский (1851, Николаев, Херсонская губерния — 30 августа [11 сентября] 1896, Шлиссельбург, Санкт-Петербургская губерния) — русский революционер-народник, сын героя Крымской войны Николая Фёдоровича Юрковского.

## Биография
Известен под кличкой «Сашка-Инженер». Учился в Морском училище, Технологическом институте, Медико-хирургической академии (нигде не окончил курс до конца). С начала 70-х годов — участник революционных кружков на Юге России (формально не входил ни в один из них, не желая подчиняться строгостям дисциплины).

Одного такого человека иметь должно, двух — можно, троих — нельзя терпеть!— Вера Фигнер о «Сашке-Инженере»
В частности, был связан с кружком И. М. Ковальского. В отличие от сторонников «хождения в народ» практически с самого начала призывал агитировать «боевыми фактами» (парадоксально, но именно в адрес Юрковского тогдашний, начала 70-х, Андрей Желябов говорил: «вы, террористы, опаснее монархистов!»). Опытный конспиратор, мастер перевоплощения, отличавшийся исключительной дерзостью при совершении акций. Показательна характеристика Юрковского из записки-ориентировки III отделения:

Человек смелый, решительный, смерти не боится, ярый революционер.

Одним из первых среди нигилистов начал носить «мундир революционера» (то есть носить кинжал и револьвер, что запечатлено на известном снимке).
Работал в кузнице, изготавливая для нужд революционеров холодное оружие. В 1874—1875 годах находился под арестом и следствием по делу о революционной пропаганде. В 1875 году убил шпиона-провокатора В. Тавлеева. В 1879 году организовал вместе с сообщниками подкоп и экспроприацию средств (все полтора миллиона рублей) из Херсонского губернского казначейства (об этом впоследствии Юрковский написал небольшой мемуар «Подкоп под Херсонское казначейство в 1879 году».
После этого он прятался в имении Бурлюк на р. Альме в Симферопольском уезде, принадлежавшем С. К. Беловодской, где управляющим был Н. И. Емельянов, симпатизирующий Народной воле.   
Привлекался руководством «Земли и воли» и «Народной воли» в качестве консультанта по подкопам (при подготовке покушений на Александра II). Арестован в 1880 году, приговорен к 20-ти годам каторжных работ и отправлен на Карийскую каторгу, где был причастен к т. н. «делу Успенского»: готовился подкоп для побега, а нечаевец П. Успенский (см. о конспиративной дисциплине нечаевцев), у которого в отличие от других срок был на исходе, неосторожно сообщал о «своём возможном скором выходе» и в письме, и на поднадзорных свиданиях; был заподозрен каторжанами в предательстве (или преступной неосторожности) и Юрковский привёл в исполнение смертный приговор, повесив Успенского в бане.
Затем (в мае 1882) Юрковский совершил с каторги побег (пойман казаками на границе с Китаем), после чего этапирован в Петербург. В 1883 году он был переведён с Кары в Шлиссельбургскую крепость (разумеется, без романа, который был изъят у него и уничтожен), и с начала 90-х годов, когда узникам Шлиссельбурга разрешили письменные принадлежности, написал роман ещё раз, но не до конца; на последней странице рукописи Юрковского приписано рукою Н. А. Морозова: «Здесь роман кончается по причине смерти автора, не вынесшего заключения». В «Булгакове» картинно представлены жизнь, быт, деятельность, типы людей народнического подполья 1874—1875 годов на юге России. Умер в Шлиссельбурге от болезни почек и похоронен в неустановленном месте.